# Риба-вбивця (фільм)
«Риба-вбивця» (англ. Killer Fish) — італо-франко-бразильський фільм жахів 1979 року режисера Антоніо Маргеріті.

## Сюжет
Організатор крадіжки безцінних смарагдів вирішує заховати коштовності на дні водойми, яку він таємно зарибнив дикими смертоносними піраньями. Повернення коштовного каміння перетворюється на справжню авантюру, оскільки тепер групу роздирають підозри та заздрощі. Кілька членів банди намагаються самостійно повернути здобич, але стають жертвами ненаситної орди риб-убивць.

## Акторський склад
| Актор           | Роль         |
| --------------- | ------------ |
| Лі Мейджорс     | Роберт Ласкі |
| Карен Блек      | Кейт Невілл  |
| Марґо Гемінґвей | Габріель     |
| Маріса Беренсон | Енн          |
| Джеймс Франциск | Пол Діллер   |
| Рой Броксміт    | Оллі         |

## Зйомки
Фільм зняли в муніципалітеті Ангра-дус-Рейс, Ріо-де-Жанейро, Бразилія.

## Випуск
Прем'єра фільму відбулася у січні 1979 року в Італії. «Monthly Film Bulletin» заявив, що фільм "здається, має більший бюджет, ніж «Піранья», і що він «демонструє значно меншу фантазію».